# 明日のよいち! キャラクターソング
「明日のよいち! キャラクターソング」は、2009年2月25日からMellowHeadより発売、ジェネオンエンタテインメントより販売されている一連のシングルシリーズである。

## 概要
- テレビアニメ『明日のよいち!』のキャラクターソングシリーズ。全4タイトル。
- Vol.1とVol.2が2009年2月25日に、Vol.3とVol.4が2009年3月25日にリリースされている。
- それぞれには各キャラクターの楽曲と声優本人のコメントが収録されている。

## リリース一覧

### Vol.1 斑鳩いぶき
2009年2月25日発売。歌は斑鳩いぶき（佐藤利奈）。
1. 今日も明日もご一緒に!
  - 作詞：畑亜貴/ハラユカ。作曲：綾原圭二、編曲：高田暁
2. 名前のない気持ち
  - 作詞：畑亜貴、ハラユカ。作曲・編曲：和田耕平
3. 今日も明日もご一緒に!（off vocal）
4. 名前のない気持ち（off vocal）
5. 佐藤利奈コメント

### Vol.2 斑鳩あやめ
2009年2月25日発売。歌は斑鳩あやめ（戸松遥）。
1. Girl grows up!〜TSUN－DERE Ver.〜
  - 作詞：畑亜貴、作曲・編曲：藤末樹
2. あたしはぜんぜん気にしてないっ
  - 作詞：畑亜貴、作曲：田代智一、編曲：安岡洋一郎
3. Girl grows up!～TSUN－DERE Ver.～（off vocal）
4. あたしはぜんぜん気にしてないっ（off vocal）
5. 戸松遥コメント

### Vol.3 斑鳩ちはや
2009年3月25日発売。歌は斑鳩ちはや（田村ゆかり）。
（全作詞：畑亜貴、作曲・編曲：橋本由香利）
1. Nonfiction family
2. 「まぜるな! キケン!」が基本ッス
3. Nonfiction family（off vocal）
4. 「まぜるな! キケン」が基本ッス（off vocal）
5. 田村ゆかりコメント

### Vol.4 斑鳩かごめ
2009年3月25日発売。歌は斑鳩かごめ（花澤香菜）。
1. ちっちゃな一歩★
  - 作詞：畑亜貴/ハラユカ。、作曲・編曲：和田耕平
2. 乙女のカラフルな祈り
  - 作詞：畑亜貴/ハラユカ。、作曲：伊藤真澄、編曲：菊池達也
3. ちっちゃな一歩★（off vocal）
4. 乙女のカラフルな祈り（off vocal）
5. 花澤香菜コメント